# Національний парк Кордильєра-Азул
Національний парк Кордильєра-Азул (ісп. Parque Nacional Cordillera Azul) — це природоохоронна територія в Перу.  Він захищає частину екорегіону вологих лісів Укаялі. 

## Історія
У 1963 році було засновано Національний ліс Біаво-Кордильєра-Азул площею 2 178 000 гектарів.  У 1997 році цю територію було оголошено лісом для виробництва деревини, що дозволило проводити лісозаготівельні роботи. Однак у 1999 році Red Ambiental Peruana (альянс кількох неурядових організацій) та COPRI (орган з питань прав на видобуток деревини) провели дослідження в цьому районі та погодилися захистити північну частину лісу через його високий рівень біорізноманіття.  У 2000 році в гірському районі національного лісу було створено заповідну зону Кордильєра-Азул, і команда з Музею Філда провела оцінку біорізноманіття в цьому районі. На основі цієї оцінки Міністерство сільського господарства Перу рекомендувало оголосити цю територію національним парком.  Національний парк Кордильєра-Азул був заснований у 2001 році за часів президентства Валентина Паніагуа.  

## Географія
Національний парк Кордильєра-Азул розташований в регіонах Сан-Мартін, Лорето, Уануко й Укаялі, між річками Хуаллага й Укаялі .  Висоти в парку коливаються в діапазоні 100–2350 м, а основними ландшафтними особливостями є гори, пагорби та просторі долини.  Гори всередині парку можуть мати круті схили, і там часто трапляються зсуви.  У південній частині парку розташована зона верхових боліт на висоті 1400 м.  На північному кінці парку річка Уайяґа протікає через річкову браму у гірському хребті, на схід від Чазути .